# Templo de Zeus (Nemea)
El Templo de Zeus fue un templo griego  de Zeus en el santuario de Nemea de Grecia.  Su yacimiento arqueológico se encuentra en la actual Nueva Nemea cerca del pueblo de Archaía Neméa.

## Historia

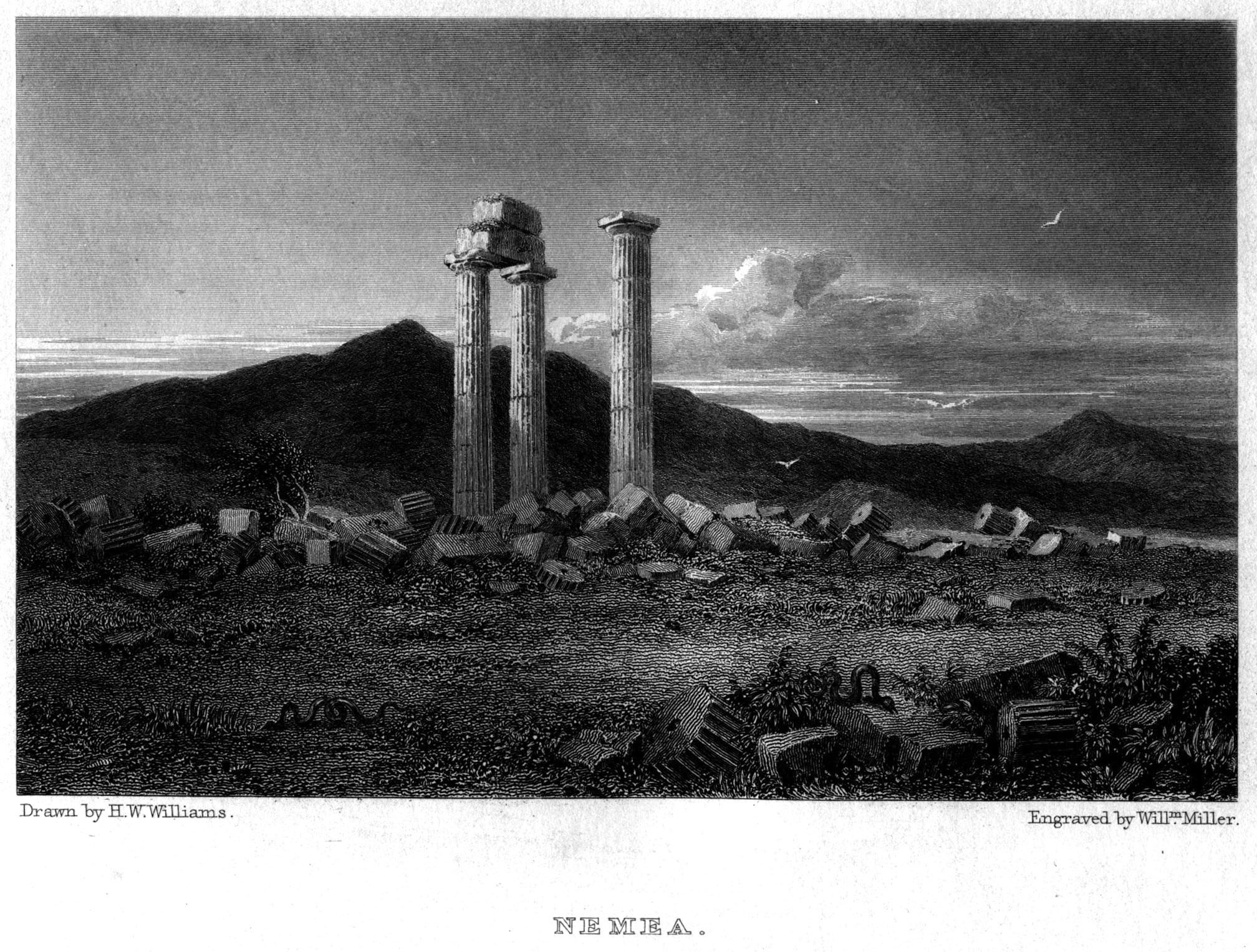
Templo de Zeus en 1829. William Miller, según un diseño de H. W. Williams.

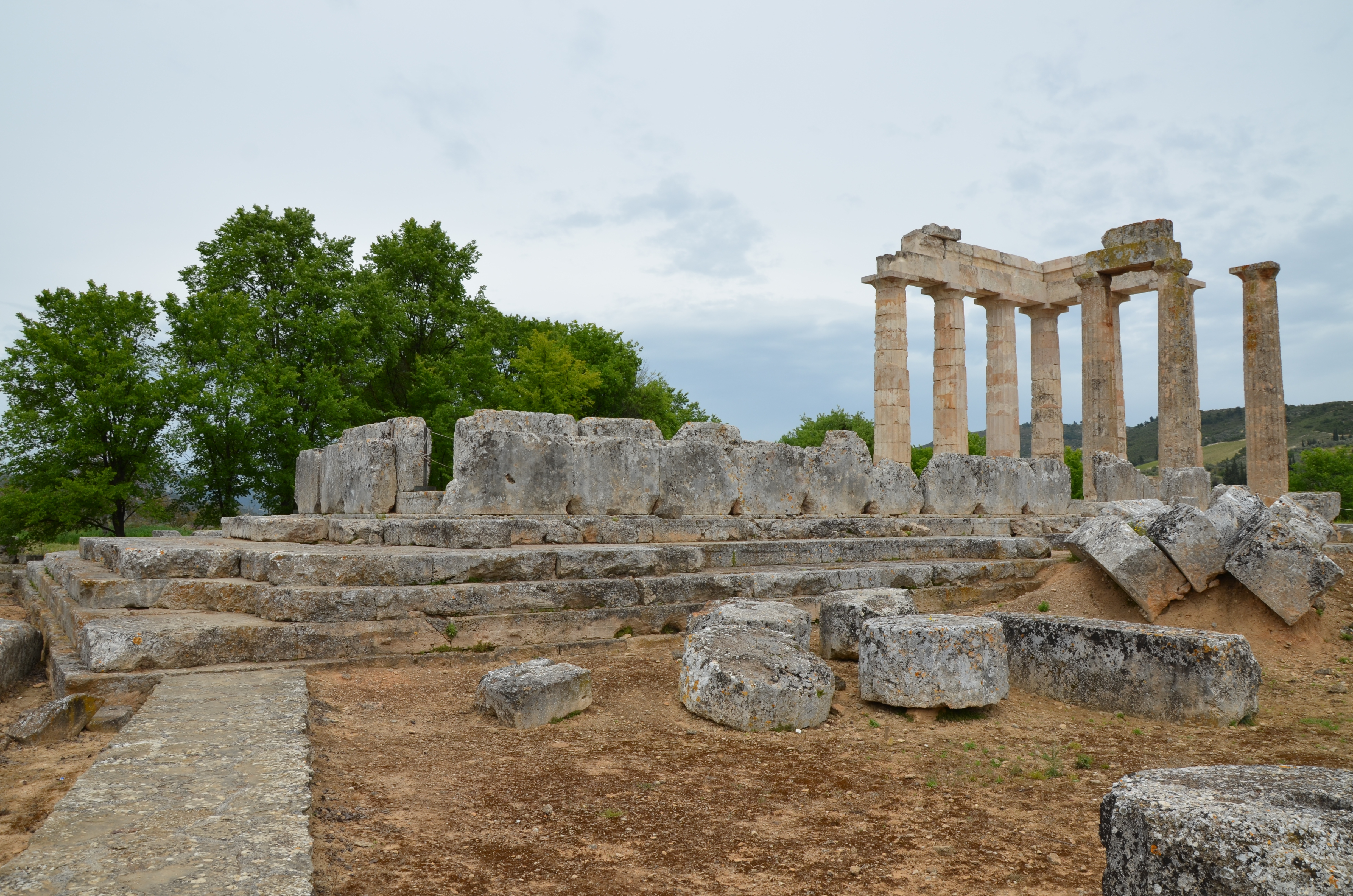
Ruinas del Templo de Zeus.

El primer templo de Zeus en Nemea fue construido en la época arcaica en el 500 a. C. Parece ser que fue destruido por un incendio. Un nuevo templo, actualmente en ruinas en el lugar, se construyó entre el periodo clásico y el período helenístico alrededor del 330 a. C.. En esa época, se llevaron a cabo grandes obras de construcción en el lugar después de que los Juegos Nemeos regresaran a la zona del santuario tras un paréntesis en Argos. Arquitectónicamente, el templo puede considerarse un puente entre la tradicional arquitectura de templos dóricos y el nuevo estilo que se impuso en el periodo helenístico. La arquitectura del templo guarda similitudes con la del Templo de Atenea Alea en Tegea, pero no se puede considerar con absoluta certeza que haya sido diseñado por el mismo arquitecto.
Zeus Nemeo renunció al Olimpo  ser ante todo el dios de los pastores. En la zona del santuario había otros numerosos edificios relacionados con el culto a Zeus y con los Juegos Nemeos que allí se celebraban en honor de Zeus. Los atletas que participaban en los juegos rendían homenaje a Zeus en el templo, le prestaban juramento y ofrecían sacrificios en su altar situado delante del templo.
El tejado del templo parece que se derrumbó en la primera década del 100 a. C. Al mismo tiempo, y más tarde, cayeron algunas de las columnas. En los años 300 o 400 d. C., se construyó una basílica en el lado sur del templo, utilizando sus piedras. A principios del siglo XIX, tres de los pilares del templo seguían en pie.
Las investigaciones arqueológicas del yacimiento comenzaron en 1884. El templo ha sido restaurado en 2002, y en 2012 se habían reconstruido seis de sus columnas, quedando nueve en pie. Esto ha permitido estudiar experimentalmente la construcción de templos antiguos. La restauración ha costado unos 250 000 euros por columna y ha sido posible gracias a donaciones. Sin embargo, no podrá reconstruirse por mucho más que esto, ya que falta gran parte de sus piedras. No obstante, ha sido posible utilizar la piedra de la cantera original como relleno, ya que se conoce su ubicación a unos tres kilómetros del templo.

## Descripción

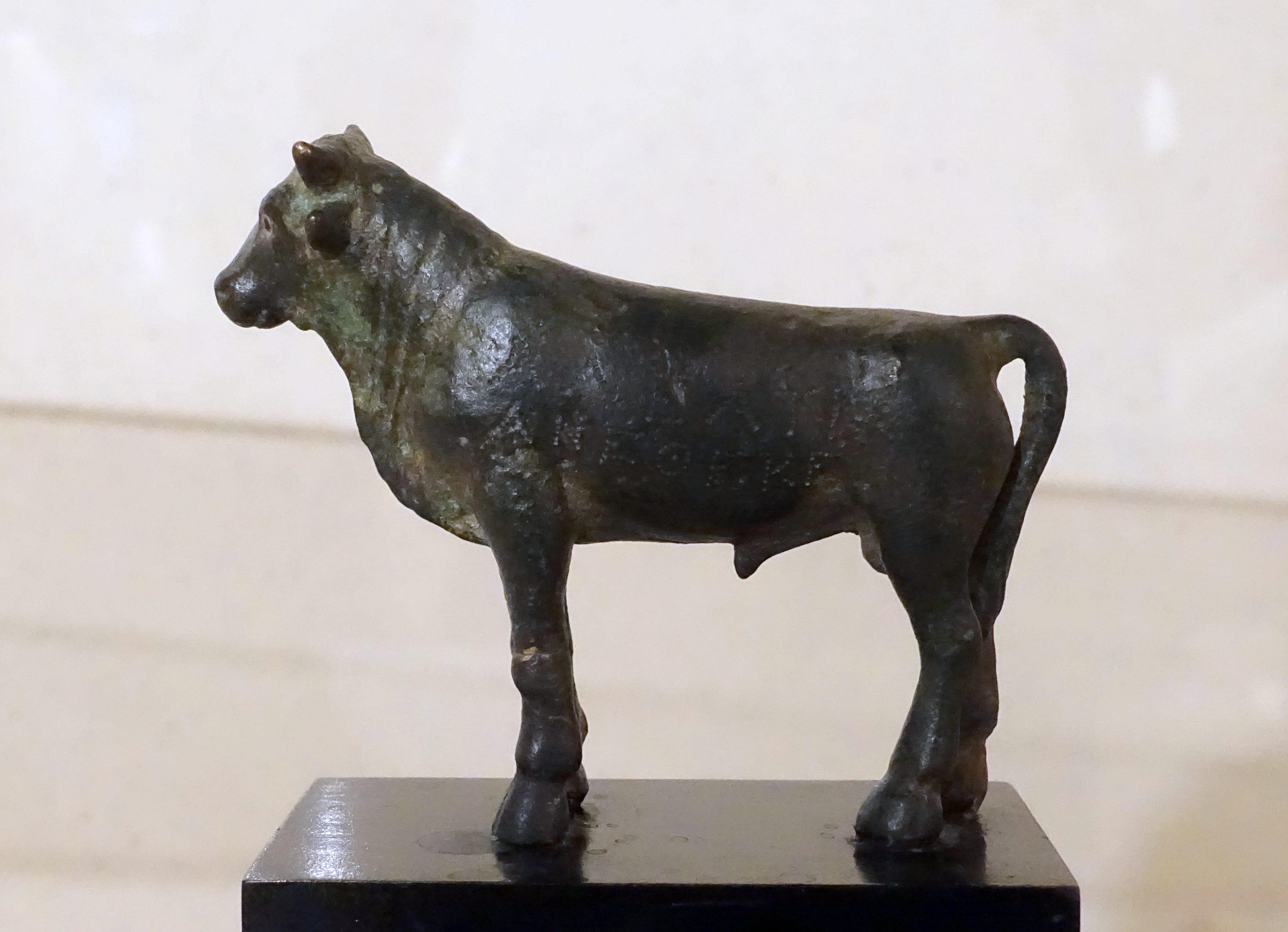
Toro votivo hallado en el santuario con la inscripción «Aleatis me donó».

El templo de Zeus es el edificio central del santuario de Nemea. Está situado en la orilla oriental del río que atraviesa el santuario. Era deestilo dórico y estaba construido con piedra caliza local, revestida con un estuco de mármol. El templo era períptero y tenía 6 columnas en los lados cortos y 12 columnas en los lados largos, con un total de 32 columnas. Por tanto, era ligeramente más corto que las proporciones clásicas (6 × 13). La altura de las columnas era de unos 10,3 m y cada columna estaba formada por 13 tambores de columna. Las columnas son excepcionalmente esbeltas para una puerta, en relación con su altura. El templo medía unos 42 m de largo y 22 m de ancho.
Tenía un pronaos con dos columnas (dístilo in antis) delante, y una cella abierta al este. Sin embargo, carecía de opistodomos, lo que también la distingue de la tradición clásica. En el interior de la cella, el techo estaba sostenido por 14  columnas corintias, que recorrían los bordes del espacio en la hilera inferior. Sobre ellas, en el segundo nivel, había un número igual de columnas jónicas. Fue uno de los primeros templos en combinar los tres sistemas clásicos de columnas. Esto puede considerarse un rasgo estilístico helenístico. En el interior del templo había una gran estatua de culto a Zeus.
En lugar del opistodomos, en el extremo occidental de la cella estaba el ádyton.  Desde él, una escalera conducía a la cripta, cuyo suelo parece haber estado a la altura del suelo del anterior templo arcaico del lugar. Delante del templo, en su lado oriental, había un altar excepcionalmente grande, de 41 m de largo. En lugar de una escalera, la entrada al templo tenía una larga rampa, típica de los templos helenísticos.